# Pholis picta
Pholis picta är en fiskart som först beskrevs av Kner, 1868.  Pholis picta ingår i släktet Pholis och familjen tejstefiskar. Inga underarter finns listade i Catalogue of Life.